# Station Bolstadøyri
Station Bolstadøyri is een spoorwegstation in Bolstadøyri in de gemeente Voss in Noorwegen. Het station werd gebouwd in samenhang met de bouw van Vossebanen. Sinds 1981 is het onbemand. Er stoppen alleen stoptreinen die rijden tussen Bergen en Myral.